# الفتح (الدقهلية)
قرية الفتح هي إحدى القرى التابعة لمركز السنبلاوين في محافظة الدقهلية في جمهورية مصر العربية. حسب إحصاءات سنة 2006، بلغ إجمالي السكان في الفتح 898 نسمة، منهم 471 رجل و427 امرأة.